# Philodromus minutus
Philodromus minutus là một loài nhện trong họ Philodromidae.
Loài này thuộc chi Philodromus. Philodromus minutus được Richard C. Banks miêu tả năm 1892.